# Хайна (монастырь)
Хайна (нем. Haina) — община в Германии, в земле Гессен. Подчиняется административному округу Кассель. Входит в состав района Вальдек-Франкенберг. Население составляет 3617 человек (на 31 декабря 2010 года). Занимает площадь 91,28 км².